# Le Grand-Lemps
Le Grand-Lemps je naselje in občina v vzhodnem francoskem departmaju Isère regije Rona-Alpe. Leta 2011 je naselje imelo 3.007 prebivalcev.

## Geografija
Kraj leži v pokrajini Daufineji 38 km severozahodno od Grenobla.

## Uprava
Le Grand-Lemps je sedež istoimenskega kantona, v katerega so poleg njegove vključene še občine Apprieu, Belmont, Bévenais, Biol, Bizonnes, Burcin, Châbons, Colombe, Eydoche, Flachères, Longechenal in Saint-Didier-de-Bizonnes z 12.173 prebivalci.
Kanton Le Grand-Lemps je sestavni del okrožja La Tour-du-Pin.

## Zanimivosti
Kraj se nahaja na romarski poti v Santiago de Compostelo, odsek od Ženeve do Puy-en-Velaya (Via Gebennensis).
- stolp - beffroi iz 14. stoletja,
- cerkev sv. Janeza Krstnika.

## Pobratena mesta
- Dogern (Baden-Württemberg, Nemčija);